# Listă de scriitori norvegieni

## A
- Hans Aanrud (1863–1953)
- Ivar Aasen (1813–1896)
- Finn Alnæs (1932–1991)
- Ingvar Ambjørnsen (1956-)
- Tryggve Andersen (1866–1920)
- Peter Christen Asbjørnsen (1812–1885)
- Kjell Askildsen (1929-)

## B
- Charlotte Dorothea Biehl (1731-1788)
- André Bjerke (1918–1985)
- Jens Bjørneboe (1920–1976)
- Bjørnstjerne Bjørnson (1832–1910)
- Ketil Bjørnstad (1952-)
- Johan Bojer (1872–1959)
- Tor Bomann-Larsen (1951-)
- Johan Borgen (1902–1979)
- Hjalmar Hjorth Boyesen (1848-1895)
- Tor Åge Bringsværd (1939-)
- Olaf Bull (1883–1933)

## C
- Finn Carling (1925–2004)
- Lars Saabye Christensen (1953-)
- Camilla Collett (1813–1895)

## D
- Niels Fredrik Dahl (1957-)
- Petter Dass (1647–1707)
- Olav Duun (1876–1939)
- Arne Dybfest (1868–1892)

## E
- Thorbjørn Egner (1912–1990)
- Eystein Eggen (1944-)
- Tom Egeland (1959-)
- Dorothe Engelbretsdatter (1634-1716),
- Jon Ewo (1957-)

## F
- Knut Faldbakken (1941-)
- Matias Faldbakken (1973-)
- Johan Falkberget (1879–1967)
- Kolbein Falkeid (1933-)
- Kjartan Fløgstad (1944-)
- Jon Fosse (1959-)
- Karin Fossum (1954-)

## G
- Jostein Gaarder (1952-)
- Arne Garborg (1851–1924)
- Hulda Garborg (1862–1934)
- Claes Gill, (1910–1973)
- Frode Grytten (1960-)
- Trygve Gulbranssen (1894–1962)
- Nordahl Grieg (1902–1943)

## H
- Inger Hagerup (1905–1985)
- Jonny Halberg (1962-)
- Erik Fosnes Hansen (1965-)
- Olav H. Hauge (1908–1994)
- Knut Hamsun (1860–1952)
- Marie Hamsun (1881–1969)
- Johan Harstad (1979-)
- Ebba Haslund (1917-2009)
- Tormod Haugen (1945–2008)
- Gunnar Heiberg (1857-1929)
- Arne Heli (1924–2006)
- Vera Henriksen (1927-)
- Hans Herbjørnsrud (1938-)
- Sigurd Hoel (1890–960)
- Edvard Hoem (1949-)
- Ludvig Holberg (1684–1754)
- Anne Holt (1958-)
- Marte Huke (1974-)
- Øivind Hånes (1960-)

## I
- Henrik Ibsen (1828–1906)

## J
- Roy Jacobsen (1955-)
- Georg Johannesen (1931–2005)
- Dagny Juel (1867–1901)
- Hans Jæger (1854–1910)

## K
- Jan Kjærstad (1953-)
- Alexander Lange Kielland (1849–1906)
- Hans Ernst Kinck (1865–1926)
- Karl Ove Knausgård (1968-)
- Thomas Peter Krag (1868–1913)
- Helge Krog (1889–1962)
- Christian Krohg (1852–1925)

## L
- Terje Holtet Larsen (1964-)
- Anna Margrethe Lasson (1659-1738)
- Jonas Lie (1833-1908)
- Erlend Loe (1969-)

## M
- Trude Marstein (1973-)
- Stein Mehren (1935-)
- Jon Michelet (1944-)
- Jørgen Moe (1813–1882)
- Margrethe Munthe (1860 - 1931)
- Agnar Mykle (1915–1994)

## N
- Rudolf Nilsen (1901–1929)
- Tove Nilsen (1952-)
- Jo Nesbø (1960-)
- Grethe Nestor (1968-)

## O
- Sigbjørn Obstfelder (1866–1900)
- Einar Økland (1940-)
- Hanne Ørstavik (1969-)
- Arnulf Øverland (1889–1968)

## P
- John Paulsen (1851–1924)
- Per Petterson (1952-)

## R
- Tore Renberg (1972-)

## S
- Cora Sandel (Sara Fabricius, 1880–1974)
- Margit Sandemo (1924), (Fantasy).
- Aksel Sandemose (1899-1965))
- Annik Saxegaard (Berte Bratt, Nina Nord, Ulla Scherenhof) (1905–1990)
- Gabriel Scott (1874–1958)
- Åsne Seierstad (1970-)
- Per Sivle (1857–1904)
- Dag Solstad (1941-)
- Gunnar Staalesen (1947-)
- Henrik Steffens (1773–1845)
- Wera Sæther (1945-)
- Espen Søbye (1954-)
- Steinar Sørlle (1942-)

## T
- Marie Takvam (1926-2008)
- Magdalene Thoresen (1819–1903)
- Carl Frode Tiller (1970-)
- Helge Torvund (1951-)

## U
- Tor Ulven (1953–1995)
- Sigrid Undset (1882–1949)
- Linn Ullmann (1966-)

## V
- Aslaug Vaa (1889–1965)
- Tarjei Vesaas (1897–1970)
- Anne-Catharina Vestly (1920–2008)
- Gudmund Vindland (1949-)
- Aasmund Olavsson Vinje (1818–1870)
- Nils Collett Vogt (1864-1937)
- Jan Erik Vold (1939-)

## W
- Herbjørg Wassmo (1942-)
- Johan Sebastian Welhaven (1807–1873)
- Henrik Wergeland (1808–1845)